# سلطة الدفع المستمر
سلطة الدفع المستمر (بالإنجليزية: Continuous payment authority) يشار إليها أحيانًا ب «الدفع المتكرر» أو «معاملة الدفع المستمر» وهي نوع من الدفع التلقائي المنتظم حيث يمنح الفرد الإذن للبائع بأخذ الأموال من حساب الائتمان أو الخصم عندما يشعر البائع بأنه مستحق للأموال. غالبًا ما يتم استخدامها من قبل المقرضين يوم الدفع والمواقع الإباحية واشتراكات المجلات. 
لا ينبغي الخلط بين سلطات الدفع المستمر وترتيبات الخصم المباشر أو الأوامر الثابتة. في كثير من الأحيان لا يوجد سجل مكتوب لهم، ويمكن للدافع (الذي ترتبط به بطاقة الائتمان أو بطاقة الخصم الخاصة بسلطة الدفع المستمر) أن يقوم بإلغائها عن طريق الاتصال بالبائع أو البنك الخاص بهم. وقد أثيرت مخاوف بشأن إساءة استخدام سلطة الدفع المستمر من قبل الشركات لسحب الأموال من حسابات العملاء غير المتشككين، الذين لا يدركون غالبًا الشروط والأحكام المرتبطة باستخدام الخدمة.